# 向姓
向姓是中文的姓氏之一，在百家姓中排第337位，按人口计算排名第99位。

## 起源
漢族
- 出自姜姓，为炎帝神农氏之后。神农氏有裔孙名向，被封为诸侯，其后代子孙以向为姓，遂成向姓。
- 出自祁姓，为帝尧的后裔，以国为姓。周代有向国，故址在今山东莒县南部。后来国灭，向国国君的后代就以原国名为姓，成为向姓的一支。
- 出自子姓，为汤王的后代。春秋时期，宋国国君宋桓公有子名肹，字向父，世代为宋国卿士，其后亦姓向，成为向氏。
- 出自相姓，由土家族相姓演變，因「向」與「相」原是同音異譯，故土家人訛「相」為「向」。

土家族
向姓為土家族大姓，由相姓演变而来，因“向”与“相”原是同音异译，故土家人讹“相”为“向”。复旦大学谭其骧教授在《近代湖南人之蛮族血统》一文中说：“向氏为湖南蛮姓中之最早见于记载者。后汉建武二十三年，武陵蛮精夫相单程作乱。相氏疑即向氏，相、向同音而异译也”。
北宋时期，澧水流域车溪洞土酋向克武率领土人归附宋朝。宋代开宝五年（公元972年），朝廷下旨改车溪洞为柿溪州，授土酋向克武为柿溪州宣抚使，允其子孙世代承袭。向克武遂设柿溪州宣抚司衙署（在今桑植县上洞街乡政府）。
桑植县《向氏族谱》记载了这一史实：“肇自祖公，向姓讳克武，于唐末宋初客游南楚，因入溪峒。是时大乱，土宇瓜分。流寇马殷占据湖南，称为楚王。公遂隐居山峒。公本盛德长者，乃为土众推（戴）为部落（酋）长。越十余载，天下宗宋，四海一家，万姓一体，公率各峒酋首倡向化，调征苗叛，得蒙嘉奖‘忠顺’，以为各峒酋长，仍住车溪峒，改为湖南柿溪州，（钦授向克武）为（柿溪州）军民宣抚使。”向克武死后，其子向万民袭职，忠心辅国，仁德爱民。后因无嗣，传弟向万才。
琉球族
向姓為琉球族大姓，是琉球國尚氏王室的旁支。

## 郡望
河南郡：汉高帝置，在今河南省洛阳市一带。	

## 外部連結
[在维基数据编辑]
 《百家姓》
 《欽定古今圖書集成·明倫彙編·氏族典·向姓部》，出自陈梦雷《古今圖書集成》